# RC Strasbourg Alsace
Racing Club de Strasbourg Alsace, RC Strasbourg, RCS ali preprosto Strasbourg (alzaško: Füeßbàllmànnschàft vu Stroßburri) je francoski nogometni klub iz mesta Strasbourg. Ustanovljen je bil leta 1906 in trenutno igra v Ligue 1, 1. francoski nogometni ligi.
Strasbourg je bil prvak enkratni prvak 1. francoske lige (1979), trikratni prvak 2. francoske lige (1977, 1988, 2017), enkratni prvak 3. francoske lige (2016), enkratni prvak četrte francoske lige (2013), trikratni prvak Alzacije (1923, 1924, 1926) in enkratni prvak departmaja Dordogne. Je pa tudi trikratni prvak Pokala Francije (1951, 1966, 2001) in trikratni prvak Francoskega Ligaškega Pokala (1964, 1997, 2005). Z evropskih tekmovanj pa ima en naslov prvaka Pokala Intertoto iz leta 1995.
Domači stadion Strasbourga je Stade de la Meinau, ki sprejme 29.230 gledalcev. Barvi dresov sta bela in modra. Nadimek nogometašev je Le Racing

## Zanimivost
Strasbourg je eden od šestih francoskih klubov, kateri so osvojili vse večje nogometne trofeje v Franciji - naslov državnega prvaka, Pokal Francije in Ligaški pokal.